# Kalle Holmqvist
Kalle Holmqvist, född 1978, är en svensk journalist, historiker och författare som har skrivit samtida reportage, romaner, historiska böcker och barnböcker. Han skriver bland annat på Aftonbladets kultursidor.
Boken Det går en mördare lös tilldelades Svenska Deckarakademins pris Spårhunden för bästa barn- och ungdomsdeckare i november 2020.